# Оливос (регбийный клуб)
«Оливос Рагби Клуб» (исп. Olivos Rugby Club) — аргентинский спортивный клуб из пригорода Буэнос-Айреса Мунро. Клуб известен прежде всего регбийной командой, становившейся чемпионом провинции в 1940 году.
Кроме того, клуб объединяет команды по футболу и хоккею на траве.

## История
Клуб был основан 4 сентября 1927 года как регбийная команда. Основателями «Оливос» выступили 20 молодых людей из района Висенте-Лопес. Несмотря на то, что клуб базируется в Мунро, команда исторически ассоциируется именно с этим районом. Название команды — «Оливос» — также связано с Висенте-Лопес. Одним из организаторов команды стал выходец из состоятельной семьи Алехандро Боуэрс. Его отец, Дон Карлос Боуэрс, впоследствии оказал клубу основательную поддержку. Традиционные цвета «Оливос», чёрный и оранжевый, выбраны именно в честь Дона Карлоса.
В 1929 году, после нескольких товарищеских матчей команда присоединилась к третьему дивизиону чемпионата Буэнос-Айреса. Первый уровень покорился регбистам в 1933 году, а в 1940 году клуб единственный раз в своей истории стал чемпионом.

### Достижения
- Торнео де ла УРБА (1): 1940